# Święty Ildefons (obraz El Greca z 1613)
Święty Ildefons – obraz hiszpańskiego malarza pochodzenia greckiego Dominikosa Theotokopulosa, znanego jako El Greco.

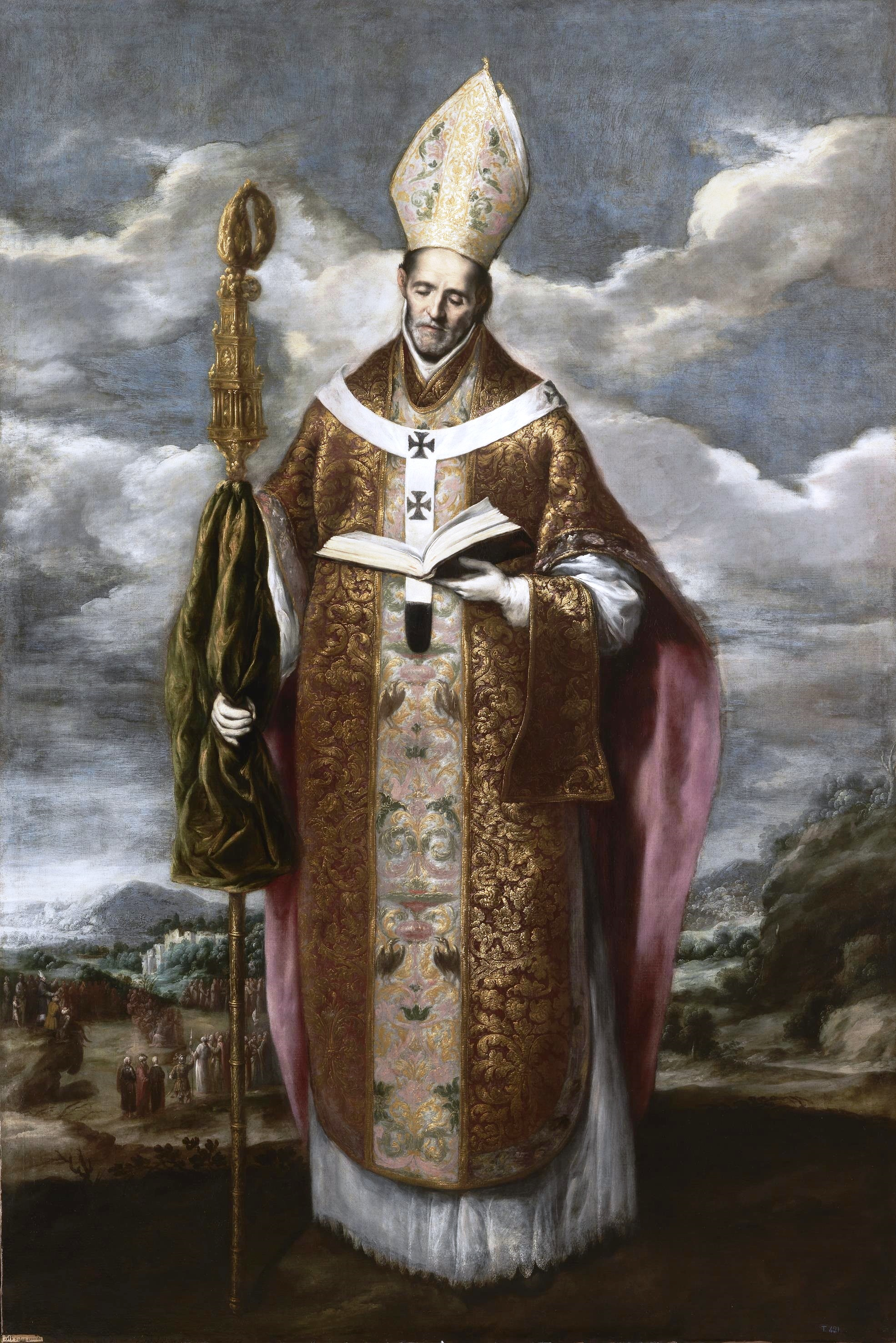
Obraz Święty Ildefons anonimowego autora, wykonany w drugiej połowie XVII wieku
241 × 162,5 cm
Prado

Dla większości historyków ukazana postać przedstawia świętego Ildefonsa choć w przeszłości identyfikowano ja ze świętym Eugeniuszem lub świętym Błażejem.
Obraz został namalowany do retabulum jako pendant do innego dzieła Święty Piotr namalowanego w tym samym roku. El Greco stosuje również niską perspektywę jednakże stylem nawiązuje do swoich dzieł z początku XVII wieku. Jedynym elementem łączącym oba dzieła jest wzburzone niebo stanowiące tło dla monumentalnej postaci. Postać św. Ildefonsa została przedstawiona z niebywałą drobiazgowością i bogactwem ornamentacji. Na haftowanej i wyszywanej dalmatyce, na ornacie obszywanym galonami i na brokacie i adamaszku malarz prezentuje cały repertuar srebrnych i złotych tonów, zgaszone róże, odbłyski perłowej macicy i orient pereł. Prawdopodobnie namalowany pastorał był kopią jakiegoś innego dzieła złotnika, które El Greco widział.
W drugiej połowie XVII wieku, anonimowy artysta wykonał kopię dzieła El Greca. Postać świętego jest niemal identyczna choć rysy nie oddają tej mistrzowskiej starczej dobroci jaką można znaleźć w postaciach El Greca. U dołu anonimowy artysta ukazuje sceny z życia świętego. Również niebo nie jest tak ekspresywne jak oryginale. Obecnie kopia znajduje się w zbiorach muzeum Prado